# روبن سوسا
روبن سوسا (انگلیسی: Rubén Sosa؛ زادهٔ ۲۵ آوریل ۱۹۶۶) بازیکن فوتبال اهل اروگوئه است.
از باشگاه‌هایی که در آن بازی کرده‌است می‌توان به باشگاه فوتبال بروسیا دورتموند، باشگاه فوتبال رئال ساراگوسا، باشگاه فوتبال دانوبیو، باشگاه فوتبال ناسیونال اروگوئه، باشگاه فوتبال اینتر میلان، باشگاه فوتبال لاتزیو، باشگاه فوتبال شانگهای گرینلند شنهوآ، اشاره کرد.
وی همچنین در تیم ملی فوتبال اروگوئه بازی کرده‌است.